# Асаад Хасан аш-Шибани
Асаа́д Ха́сан аш-Ши́бани (араб. أسعد حسن الشيباني‎; род. 1987, Эль-Хасака, Сирийская Арабская Республика) — сирийский государственный и политический деятель. С 21 декабря 2024 года — министр иностранных дел в первом и втором переходных правительствах Сирии.

## Биография
Родился в 1987 году в сирийской провинции Эль-Хасеке в семье араба и курдянки. По словам самого аш-Шибани, он владеет как арабским, так и курдским языками. Принадлежит к арабскому племени Бану Шайба. В интервью 19 февраля назвал себя курдом по происхождению.
Он переехал с семьёй в Дамаск и в 2009 году окончил Дамаский университет по специальности «английский язык и литература» на факультете искусств и гуманитарных наук.
Он получил степень магистра в области политологии и международных отношений в Стамбульском университете Сабахаттина Заима в 2022 году и до 2024 года работал над докторской диссертацией в той же области. Он также завершает последний этап программы MBA в американском университете.
До назначения министром иностранных дел аш-Шибани руководил управлением по политическим вопросам в Правительстве спасения, а также проводил переговоры с иностранными делегациями, встречаясь с ними около КПП Баб-эль-Хава на сирийско-турецкой границе. Там он контактировал с должностными лицами агентств ООН и крупных иностранных организаций, действующих в Идлибе, а также с политическими и дипломатическими представителями разных государств.
С 21 декабря 2024 года — министр иностранных дел первого и второго переходных правительств Сирии.